# Nils Teixeira
Nils Teixeira (Bonn, 1990. július 10. –) német korosztályos válogatott labdarúgó, a Bonner játékosa.

## Sikerei, díjai

### Klub
- Dynamo Dresden
  - 3. Liga: 2015–16
- AÉ Lemeszú
  - Ciprusi kupa: 2018–19

### Válogatott
- Németország U17
  - U17-es labdarúgó-világbajnokság bronzérmes: 2007